# 月球地質

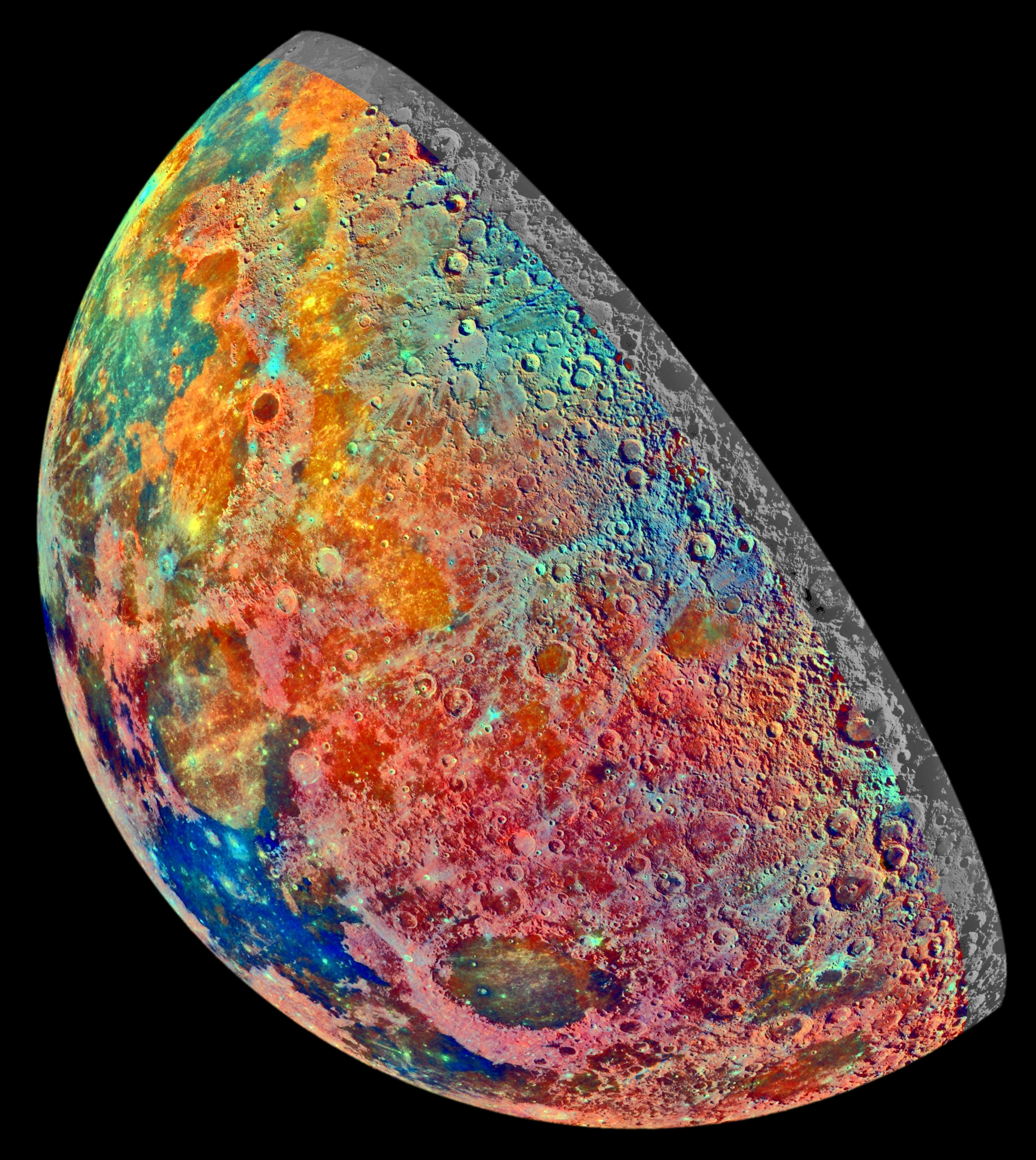
由伽利略軌道器拍攝的展示了月球地質地貌的偽色圖。美國宇航局照片

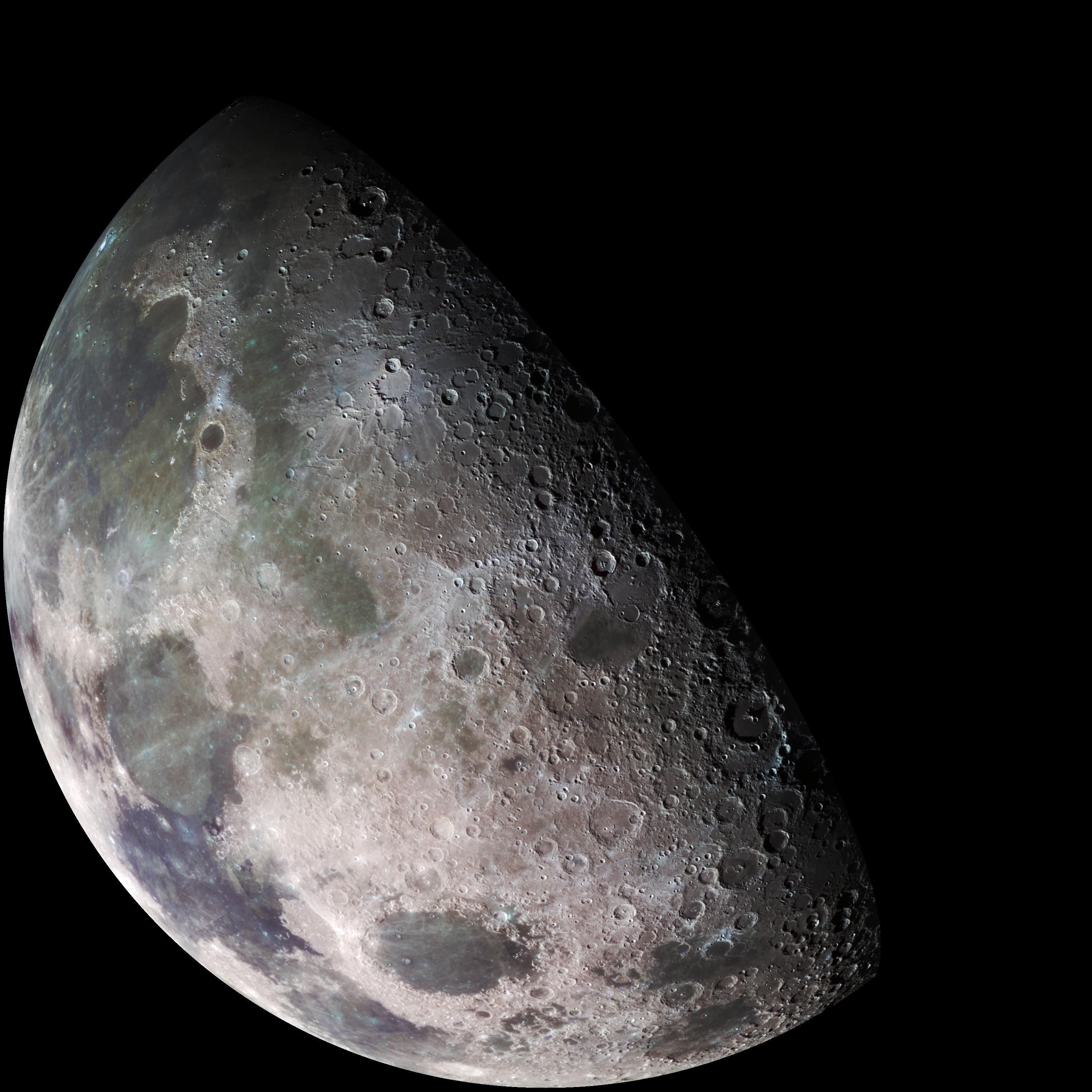
使用不同顏色過濾器的同一圖像

月球地質（有時稱為月質學，或涵蓋範圍更廣的月球科學）與地球地質學差別明顯。月球表面缺少會產生侵蝕的大氣層與水體，現在也沒有板塊構造活動。由於月球的總質量遠遠小於地球，其重力加速度較低，冷卻得也更快。月球表面複雜的月貌形成於各種因素的組合，特別是撞擊坑和火山活動。月球的殼層、月幔層、月核與地殼、地幔和地核明顯不同。
月球的地質研究主要依據地球上望遠鏡觀測、探月航天器觀測、月岩樣本及地球物理數據等手段的組合。上世紀60年代末至70年代初，美國阿波羅計劃和前蘇聯的月球計劃的多艘登月航天器直接從月球幾處地點進行了採樣，共帶回約380千克（838磅）的月岩和月壤。長期以來，月球是唯一一顆人類直接採樣以了解其構造的外星天體。在地球上已識別出少量的月球隕石，但它們來自月球上哪座隕坑卻是未知。月球表面有相當大的部分還沒被勘察過，很多地質問題仍沒有答案。

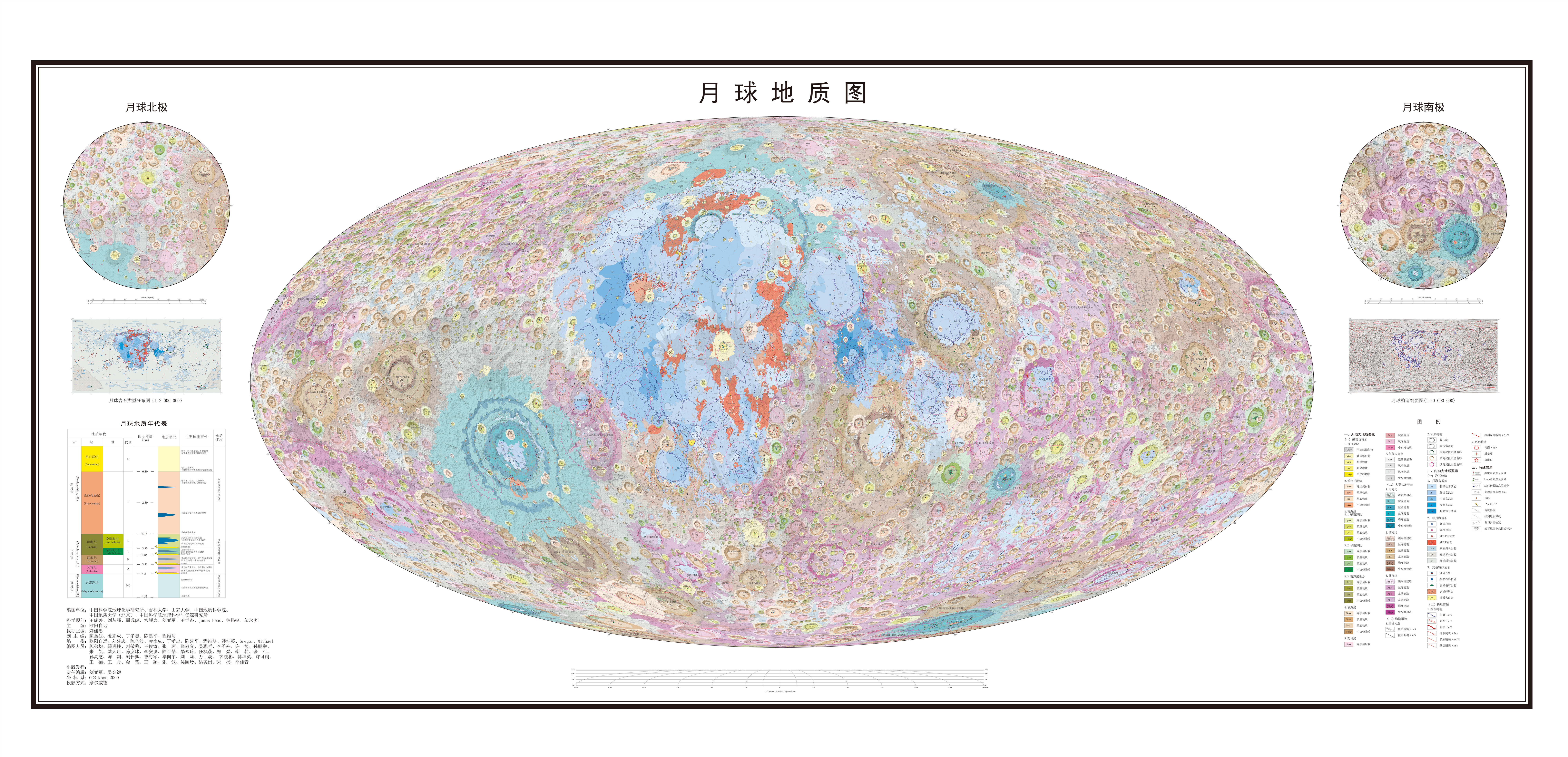
中国科学院制作的1:250万月球全月地质图

## 组成元素
月球表面的化学元素构成按照其丰度依次为：氧(O)、硅(Si)、铁(Fe)、镁(Mg)、钙(Ca)、铝(Al)、锰(Mn)、钛(Ti)。最丰富的是氧、硅和铁。氧的含量估计为42%(按重量)。碳(C)和氮(N)只有痕迹，似乎只存在于太阳风带来的微量沉积中。
从月球探勘者测得的中子光谱数据显示，氢(H)主要集中在月球的两极。
| 含量(%)      |    |     |    |
|              | 硅 | 21% |    |
| &bsp&nsp&bs; | 钙 | 8%  |    |
| 铝           | &n | 镁  | 6% |
| 其它         | 3% |     |    |

## 月球的形成

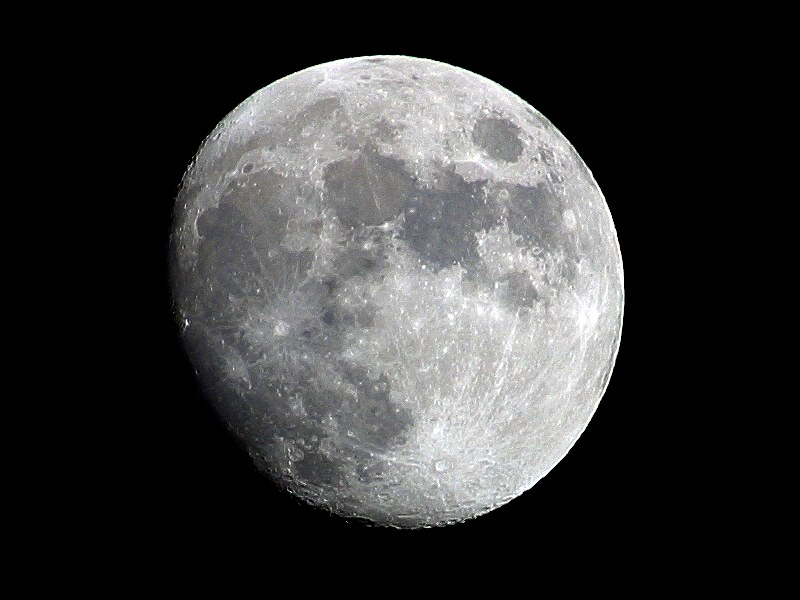
月球正面(可视面)

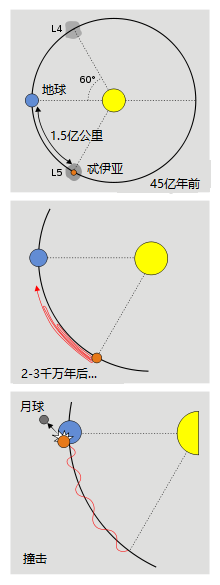
从南极方向观看的一种建议的掠射路径

长期以来，月球的起源一直是得到广泛关注的热点问题。早期的假说有从地球裂变说、捕获说、共生说。现在，大碰撞说获得了科学界普遍接受。

### 月球裂变说
达尔文的儿子乔治·达尔文提出在地球早期，由于加速旋转，甩出去一部分物质形成了月球。一般假设太平洋就是此事件的瘢痕。然而，现在已知大洋板块非常年轻，在2亿年以内；而月球非常古老。这一假说也不能处理地月系统的角动量。

### 月球捕获说
这种假说认为月球是被地球引力场捕获的天体。实际上这基本上不可能，因为月球这样的天体如果与地球近距离遭遇将或者发生碰撞或者改变运行轨道再不能与地球相遇。该假说若要成立，原始地球需要有非常大的大气层，能够在逃逸前减缓月球运动。捕获说可以解释木星与土星的不规则卫星轨道，但难以解释在地球与月球拥有近似的氧同位素比例。

### 共生说
这种假说认为地球与月球是太阳系原始吸积盘上形成的双星系统。该假说的问题是不能解释地月系统的角动量，也不能解释月球具有较小的核心(月核占月球半径的20%，而地核占地球半径的50%)。

### 大碰撞说
目前月球起源的最佳解释是在太阳系进化的早期两颗原行星的碰撞。虽然在1940年代就被提出，这一假说在1984年才获得普遍认可。它能够满足地球与月球的轨道条件，并能处理月球相对小的金属内核。现在普遍认为微行星间的碰撞在太阳系进化的早期是行星天体的生长方式，因此行星接近生成时发生大碰撞是不可避免的。 
这一假说认为一颗现在地球的90%大小的天体与相当于火星大小的另一颗天体（地球半径的一半、地球质量的十分之一）发生碰撞。这颗碰撞天体被称作忒伊亚(Theia)，希腊神话中的月亮女神塞勒涅(Selene)之母。尺寸比例是为了碰撞后的双星系统具有充分的角动量匹配目前地月系统的轨道参数。碰撞也能够释放出足够的物质到地球轨道上最终形成月球。
计算机模拟该事件表明，碰撞必须是接近地表切线方向的掠射(glancing blow)，这将使碰撞天体的一少部分形成长臂物质被剪切下来，而碰撞后地球的不对称形状将使这些物质进入环绕地球的轨道。撞击的能量是巨大的：万亿吨物质被气化、融化。地球的部分地区温度将达到10,000°C。
这一理论可以解释为什么月球只有一个小的铁核(大约占月球半径的20%，比较与地核占地球半径的50%)。碰撞天体的铁核的大部分据推测沉入了地核。根据碰撞理论，月面样本缺少挥发性物质。把大量物质抛入近地轨道的过程中释放出来的能量足以融化大部分月球物质，导致一个岩浆海的生成。
新形成的月球的轨道只有现在月地距离的十分之一处。由于与地球的潮汐锁定，月球的一面始终朝向着地球。
大碰撞说仍然面对着一些难解的挑战，如月表仍然存在着一些挥发性物质。

## 月球地质历史
月球地质历史被分为六个主要的代，称作月球地质年代。从45亿年前开始，新形成的月球还处于熔融状态，并在潮汐力的作用下更近地环地球绕行。这种潮汐力迫使熔融体变成一颗主轴指向地球的椭球体。
月球地质历史上第一个重要事件是近全球性岩浆海洋的结晶。其具体深度不清楚，但一些研究表明至少深约500公里或更多。在岩浆洋中首先形成的矿物是铁镁硅酸盐橄榄石与辉石。由于这些矿物的密度较周围熔融物质大而下沉。当岩浆海洋结晶率达到75%时，密度较小的斜长岩斜长石结晶并上浮，形成厚约50公里的斜长岩月壳。大部分的岩浆海洋在不到一亿年的时间里快速结晶。但最后剩下的富含克里普矿物的岩浆，包含了大量高浓度的不相容和产热元素，在接下来的数亿(或许10亿)年来可能一直保持着部分熔融的状态。富含克里普矿物的岩浆最终浓缩于风暴洋和雨海盆地内，形成一块独特的地质区域，即现在所称作的风暴洋克里普岩层（Procellarum KREEP Terrane）。

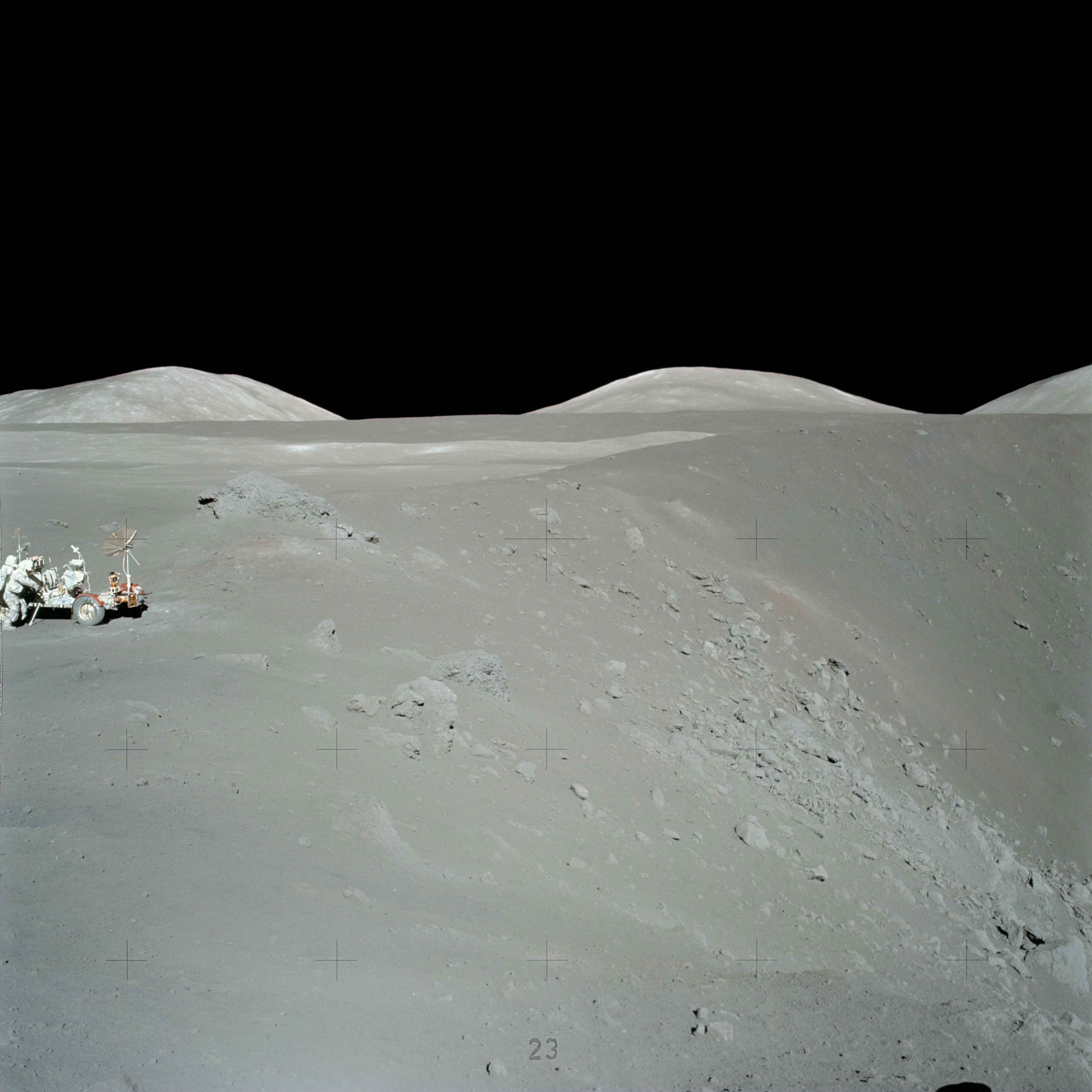
阿波罗17号登月期间对矮子月坑的探索，这是唯一一次携带地质学家(哈里森·施密特)的阿波罗任务，美国宇航局照片

很快，月壳形成后不久，甚至在形成过程中，各种不同类型的岩浆就开始形成镁系(norites)和橄长岩(troctolites)，虽然确切的形成深度还不知道。但近来一些理论认为镁系岩浆主要局限于风暴洋克里普岩层区，这些岩浆与克里普矿物的起源有某种关系，目前科学界对此仍然有高度争议。最古老的镁系岩石的结晶年龄大约是38.5亿年(1GA=10年)。凿穿了月壳的大撞击(雨海盆地)也可能发生在距今的38.5亿年前。因而，似乎有可能镁系月岩的火成活动持续了更长的时间，地表深处存在着更年轻的火成岩。
对月表采样的分析表明，大部分撞击盆的形成时间位于40亿至38.5亿年前一个很短的时期内。这一假说被称作月球大灾变或者后期重轰炸期。然而，现在人们已识别出所有在阿波罗飞船着陆点附近发现的月岩，应该都是雨海撞击盆地(月球上最年轻的大型撞击盆地之一)的溅射物。因此，对于一些撞击盆地(特别是酒海)来说，其年龄可能已被错估为与雨海相同。 
月海代表着古老的玄武岩熔岩喷发泛滥。比较于月陆的熔岩，月海的熔岩包含更高的铁丰度，低粘滞性，富钛的钛铁矿高丰度。多数玄武岩喷发出现在35亿年前到30亿年前，虽然某些月海采样有42亿年古老，而最年轻的喷发据信是在10亿年前（根据对环形山计数的方法）。与月海火山活动伴随的火山碎屑岩喷发把熔融的玄武岩物质喷射到据火山几百公里以外。月海喷出熔岩的大部分形成或者流入了低标高的最近的撞击盆地。但必须注意风暴洋不对应任何已知的撞击结构；月表最低处在远地一面的南极-艾特肯盆地仅极轻微覆盖月海熔岩。
现在，陨星与彗星撞击是月球唯一一种突发的地质作用力，虽然地球潮汐也会定期在近月点引起月球应力的小幅变化。一些在最近期地质纪中代表所在地层的最主要撞击坑，如深3.76公里，半径93公里的哥白尼环形山，据信形成于9亿年前（虽然该数字仍有争议）；阿波罗17号从降落区采集到了第谷坑喷发过来的溅射物，对其岩石的研究分析表明，该陨坑可能形成于10亿年前，虽然这一结论也仍有争议。月球表面经历了含高能粒子的太阳风注入和微流星体轰击的空间风化过程，导致年轻月坑周围明亮的射纹系统逐渐变暗直止与附近月面的反照率相一致。但如果辐射纹的成分与下面的地层不同（如溅落在月海表面的“高地”辐射纹），则就会在更长的时间内保持可见。
1990年代恢复月球探测后，发现了一些横跨整个月球的陡崖，应是由于月球变冷收缩所致。

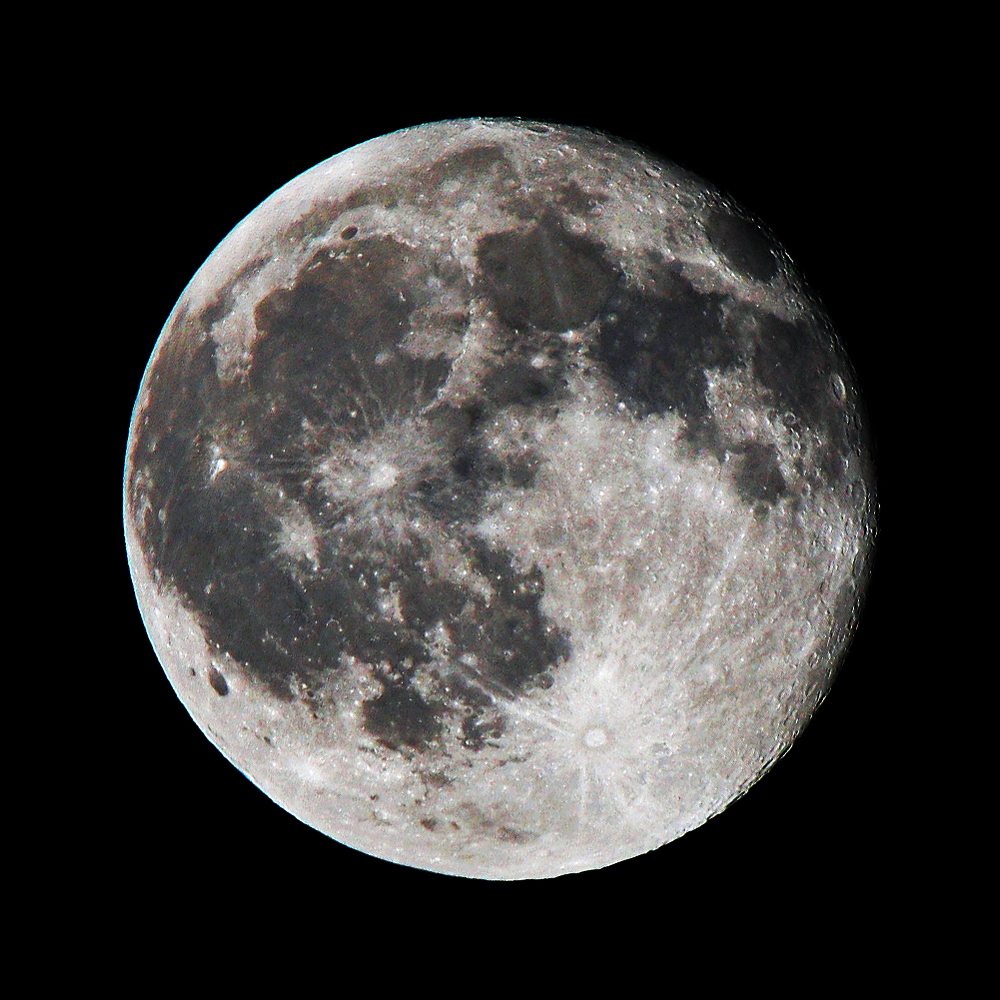
从地球上拍摄的满月照片

### 地层和时代
在月球地层结构中，最上层可看到带辐射纹的陨石坑，这类月坑属于哥白尼纪的最年青撞击坑；在下一层可发现形态发育完好，但无射纹系统的陨石坑，它们属于爱拉托逊纪层，在这两个月球年轻地层中可找到陨坑般大小的斑块；接下来的两个延伸地层为月海层（早期的定义为“风暴洋纪”层）和与雨海盆地有关的溅射物及构造层（雨海纪层），另一个也与撞击盆地有关的地层是以酒海盆地定义的酒海纪。在月球最底层的前酒海纪地层可看到古老的撞击平原。水星的地层结构与月球的情况很相似。

## 月表地貌
月表地貌可以描述为撞击坑及溅射物、一些火山、山丘、熔岩填充的洼地。

### 月陆
月球最显著的外观是明暗对比区域。更明亮的部分是月球高地，也被称作月陆；更暗的区域被称作月海。十七世纪的天文学家开普勒最早引入这些名称。月陆的成分是斜长岩；月海的成分是玄武岩。月海往往对应于"低地"，但必须知道低地(如南极-艾特肯盆地)并不总是覆盖着月海。高地比月海更为古老，因而受到更为严重撞击。

### 月海
月球火山活动的主要后果是显著的月海。这是由大面积漫溢的低反照率的玄武岩熔岩所构成，覆盖了月球正面的三分之一。在月球背面仅百分之几的面积受到月海火山活动影响。甚至在阿波罗飞船登月确认前，大多数科学家就已相信月海是被玄武岩熔岩填塞的平原，因为月海具有熔岩流模式和熔岩管造成的塌陷。 
月海玄武岩的年龄确定用放射性定年法与撞击坑计数法。放射性定年法测得的最古老年龄是42亿年，而撞击坑计数法获得的最年轻年龄是10亿年。大多数月海玄武岩从体积上看形成于35亿年前到30亿年前。最年轻的熔岩喷发在风暴洋，而某些最古老的熔岩喷发在远离地球的月表。月海显然比四周的高地更为年轻，因为撞击坑的密度低得多。
大部分月海熔岩喷发发生在朝向地球一面的低洼撞击盆地中，或是流入了撞击盆地。但是，撞击事件与月海火山活动之间不太可能存在因果关系，因为撞击盆地比月海熔岩充填至少要早5亿年。特别是风暴洋作为月球上最广阔的火山活动月海，却不对应任何已知的撞击盆地。一般认为月海熔岩喷发只出现在月球正面是因为正面的月壳比背面的月壳薄。虽然月壳厚度的变化可能对多少岩浆能上升到月表发挥了调节作用，但这一假说不能解释月球背面的南极-艾特肯盆地的月壳比风暴洋更薄但却只覆盖了很浅的火山物质。 
另一类覆盖了月海和月陆的沉积物是“暗地幔”沉积物(dark mantle)。肉眼看不到这种沉积物，但可以从望远镜与航天器拍摄的图像中观察到。在阿波罗探月之前，科学家认为这些沉积物是火山碎屑岩喷发造成的。一些明显与细长暗淡的火山锥有关的沉积物，更支持了这一假说。后来在月球上发现了类似地球火山碎屑岩喷发区看到的玻璃球粒（glass spherule），从而证实了这一假说。
许多月球玄武岩包含小孔泡，这是岩浆遇到月表真空环境时气泡离溶。不能确认从这些岩石中逃逸出哪些气体，可能有一氧化碳。
火山碎屑岩玻璃物质有绿、黄和红色。颜色的差异表明了岩石含钛量的不同。绿色微粒含钛量最低（约1%），红色微粒含钛量最高(至14%，较含量最高的玄武岩还要高)。

#### 月谷
月谷（月面谷）可分为三种：蜿蜒、弧形和直线型。前两种是月球古老火山的岩浆通道。直线型月谷是构造活动的产生的地堑。最著名的蜿蜒月谷是施勒特尔月谷，位于风暴洋东北侧阿里斯塔克斯高原。阿波罗15号降落考察过的一个蜿蜒状月谷是哈德利月溪，位于雨海盆地边缘山岭，月面坐标为北纬26.13°、东经3.52°，实地观测表明它是火山活动形成的，从而平息了此前的长期争议。

#### 穹丘
在月表某些地区可发现很多盾状火山，例如吕姆克火山，月面坐标北纬40.8°、西经58.1°。这些火山是由粘稠，可能是富含硅的熔岩喷发形成。月球穹丘是宽而圆，平缓的斜坡上升至数百米的相对高度。典型直径为8-12公里，最多是20公里。某些火山穹丘的峰顶有小穴坑。

#### 皱岭
皱岭（wrinkle ridge）是月海地区收缩的构造力形成的月表褶皱山脊。有的皱岭示意出被月海填埋的撞击坑或其它地下构造特征。最典型的示例是勒特罗纳环形山，月面坐标南纬10°36′、西经42°24′。

#### 地堑
如同在地球上的情形一样，月球的地堑也是一种构造区域，为夹在两个正断层之间相对下沉的区域。也被称作线型月谷。大多数月球地堑出现在月海的大型撞击盆地边缘地带。

### 陨石坑

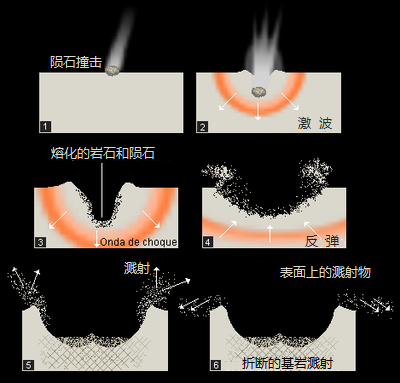
撞击坑的形成过程

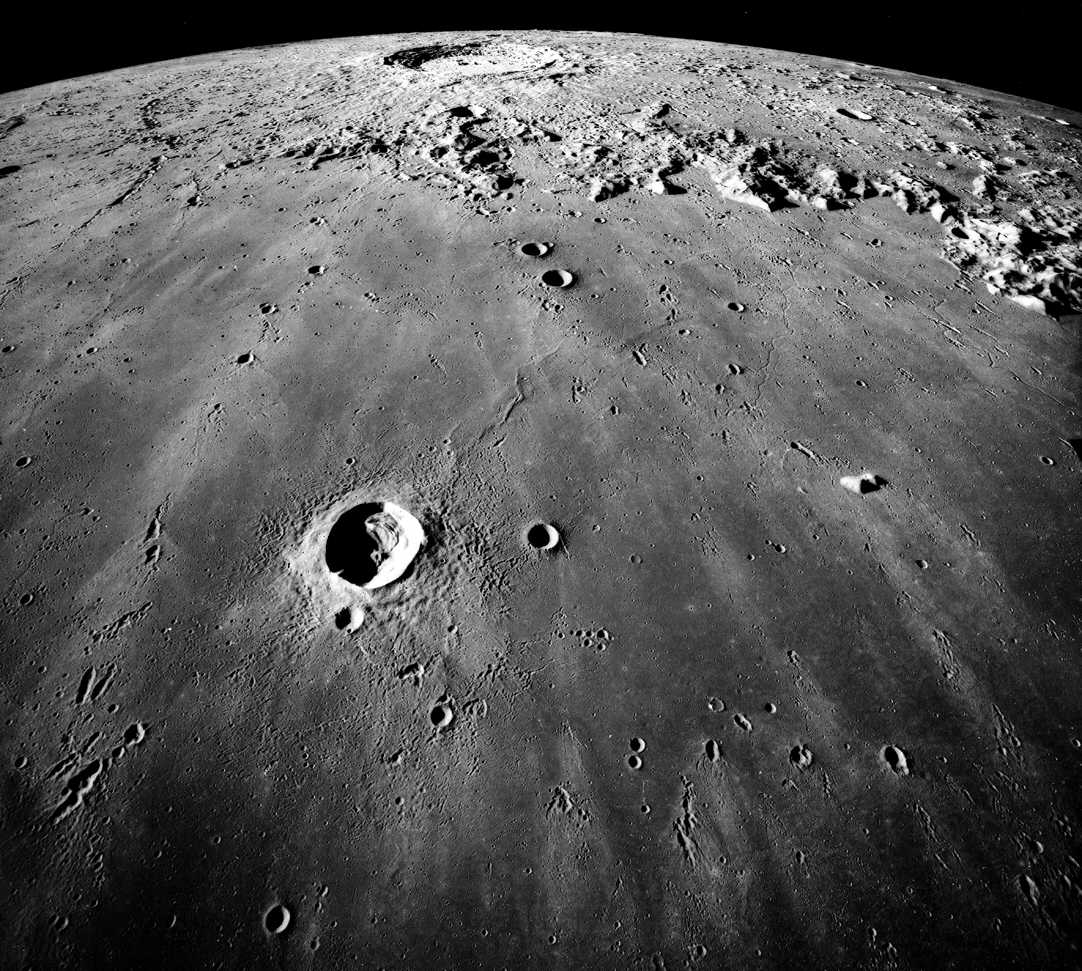
雨海与在图像的上边缘处的哥白尼环形山

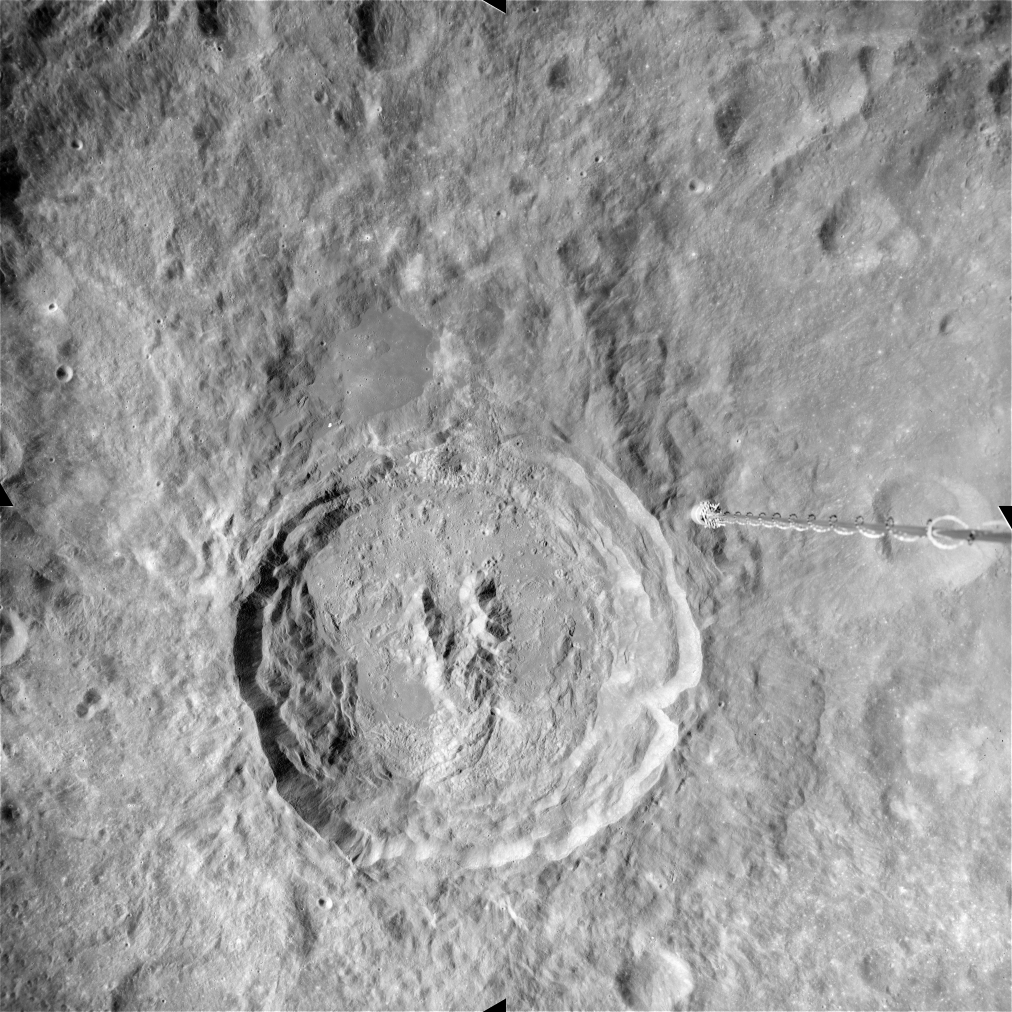
月球背面的金陨石坑(King)

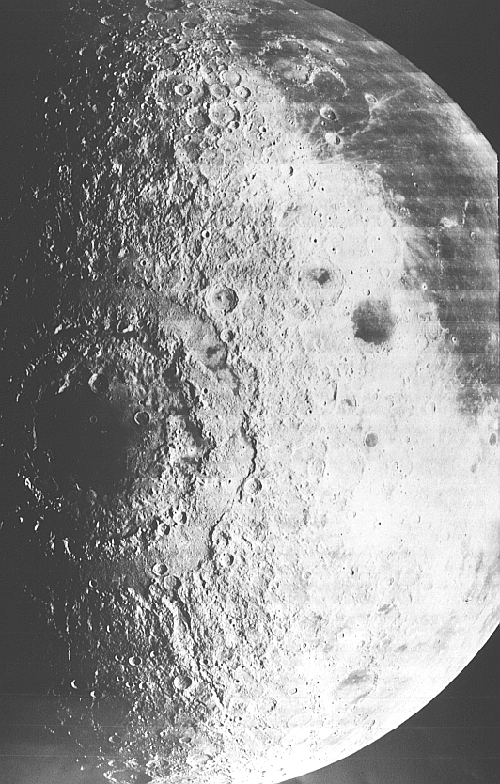
月球东海是典型的多环盆地

直到1940年代，科学界才普遍接受月球环形山是由天体撞击产生的。这一认识导致了根据地质学的叠覆律整理出月球的撞击史。如果一个撞击坑或它的溅射物质覆盖了其它撞击坑，则前者更为年轻。撞击坑的侵蚀程度是估计其年龄的另一线索，虽然更为主观。1950年代尤金·舒梅克采用该方法对月球进行了系统的研究，从而脱离了传统天文学范畴，开启了月球地质学的研究。
陨石坑是月球最著名的地质过程。它是由一颗小行星或彗星以非常高的速度(月球的平均撞击速度为17公里/秒)撞击月表而形成的。撞击动能产生一个压缩冲击波从撞击点辐射扩散出去；紧随其后的是膨胀波，正是这轮激波把撞击坑的物质抛射出去。最后撞击坑底面的流体力学回弹造成了撞击坑的中央峰（有点像滴入水池里的水滴）。
月球表面撞击坑的大小呈连续分布，从微型撞击坑到直径近2500公里、深达13公里的巨大南极-艾特肯盆地。从极普遍的意义上看，月球撞击坑历史遵循着其尺寸随时间的增长而下降的趋势。尤其是大型撞击盆地都形成于早期历史，而后依次被小陨坑覆盖。从给定月表的撞击坑尺寸分布率看，近似遵循幂定律的关系，即随撞击坑尺寸的增加，撞击坑的数量呈下降趋势。 
最晚形成的撞击坑可通过包括陡峭的边缘等完整特征来进行辨别。小撞击坑倾向于碗状；而大撞击坑一般坑底平坦并有中央峰；更大的撞击坑往往内壁坍塌形成台地与悬崖(ledge)；最大型的撞击盆地甚至能形成多个同心的次级环形山，因而称为"多环盆地"（如包含了鲁克山脉及科迪勒拉山脉的东海盆地）。
撞击过程凿出的高反照率物质刚开始使陨石坑、溅射物以及射纹系统等呈现明亮的外观，后来的空间风化过程慢慢降低了这些物质的反照率。因此，环形山的辐射纹随时间的推移而消褪。而撞击坑与其溅射物在小陨石和小型撞击物的轰击侵蚀，陨坑特征被逐步软化和磨损。陨石坑也可能被其它撞击的溅射物覆盖，其形态特征甚至中央峰都会被掩埋掉。
大型撞击溅射物所包含的大块物质能够再次撞击月表，形成次级坑。这些次级坑有的可形成清晰可辨的放射状。与相同大小的主坑比，次级坑的深度更浅。有些情况下，这些一整条的溅射物能够撞击出一道月谷。这要与撞击链坑区别开来，后者是撞击天体在撞击发生前因潮汐力解体在月表形成线状分布的一系列撞击坑。
一般地讲，月球撞击坑在形态上都是大致的圆形。美国宇航局艾姆斯研究中心实验室的模拟实验证明：即使是极低角度的撞击，所造成的陨石坑仍趋于圆形，而椭圆形撞击坑的入射角度需要在5度以下。而低入射角产生的中央峰会偏离撞击坑的中心点。此外，倾斜撞击抛出的溅射物会随入射角度的不同而有不同的分布模式：从60˚开始则不对称分布，从45˚时开始有楔形抛射区域。
暗晕型撞击坑是撞击凿出的月表下较低反照率物质沉积在主坑周围，所形成的暗晕坑，这一般发生在较暗的玄武岩地层区。例如在月海上发现的暗晕坑，就是原先已被明亮的高地撞击溅射物覆盖的较暗地层，又被更后的撞击凿掘出来，在陨石坑周围形成的暗晕环。
最大型的撞击产生的融化岩石可以覆盖上公里的厚度。例如在月球东海撞击盆地的东北区。

### 月壤
月表承受了小行星与彗星几十亿年的轰击。随着时间的流逝，这些撞击过程已经把表层岩石破碎成细粒度的岩屑，称之为月壤。在年轻的月海区域，月壤厚度在2米左右，而在最古老的月陆，月壤厚度可达20米。月壤主要由当地区域的物质组成，但也会含有远处撞击坑溅射物的痕迹。"粗风化层"这一术语是专用于描述月球正面月壤下高度碎裂的岩床。
月壤包含岩石、岩床的碎屑、撞击产生的玻璃质微粒。大部分月壤中过半颗粒是岩石碎屑与玻璃质颗粒的熔结体，称作“烧结”(agglutinate)。月壤的化学成分依其所处位置而变化。月陆上的月壤同当地岩石一样，富含铝和硅；而月海中的月壤富含铁和镁但贫硅，因为这种月壤形成于当地的玄武质岩石。 
月壤还保存了太阳活动的历史信息。组成太阳风的原子主要是氦、氖、碳与氮，轰击到月面并进入月壤微粒中。通过对月壤组分的分析，特别是其中的同位素构成，可以确定各时期太阳活动的变化。太阳风气体可能对未来的月球基地是有用的，因为氧、氢（水）、碳和氮不仅是维持生命不可或缺的，而且对于燃料生产也可能是非常有用。月壤的成分也可能作为未来能源的来源。

### 熔岩管
熔岩管是未来修建月球基地的一个潜在的重要地方，可用于对月球的勘探和开发，或作为人类外太空探索的前哨服务站。很多著作和论文都大篇幅地论述和探讨过月球熔洞的可用潜力。月球上任何完整的熔岩管都可用来躲避月表上频繁陨石撞击、高能紫外线和高能粒子辐射以及极端温差变化等恶劣环境。随着月球勘测轨道飞行器的发射，已被拍摄到了许多月球熔岩管。在包括马里乌斯丘陵（Marius Hills）、智海和静海等多个地点发现了这些月球坑井。

## 岩漿海
阿波羅11號帶回的第一批岩石是玄武岩。雖然這次任務的降落地點是寧靜海，也撿拾到了一些幾毫米大小，來自高地的岩石碎屑。它們的主要成分是長石和斜長石；一些碎片完全是鈣長石的斜長石。對這些碎屑的礦物鑑定導致大膽的假設月球很大一部分曾經是熔岩，地殼是由岩漿海分異後的結晶形成的。
巨大撞擊事件的自然結果是再生成的月球物質必然是炙熱的。目前的模型預測在月球形成之後的短時間內，月球有很大一部分是熔融的，估計完全熔融的岩漿海的深度達到500公里。岩漿海的結晶會造成分異，給予地殼和地函有著不同性質的組成，並解釋了月球岩石的主要成分。
由於月球岩漿海結晶時的分異，橄欖石和輝石等礦物會沉澱和沉沒，形成地函。當四分之三完成結晶時，鈣長石、斜長石已經開始結晶，而因為它們的密度低，所以漂浮形成鈣長石的地殼。重要的是，那些不相容的元素（也就是先後成為液相的差別性部分）會隨著岩漿結晶的過程逐漸被集中，形成富含克里普礦物的岩漿，最初應該像三明治一樣，被夾在地殼和地函之間。這種情況的證據來自組成高地的地殼，含有豐富的克里普礦物。

## 月岩
| 氧化物     | 重量百分比(%) |
| ---------- | ------------- |
| 二氧化硅   | 44.4%         |
| 三氧化二铝 | 6.14%         |
| 氧化亚铁   | 10.9%         |
| 氧化镁     | 32.7%         |
| 氧化钙     | 2.31%         |
| 氧化钠     | 0.092%        |
| 氧化钾     | 0.01%         |
| 三氧化二铬 | 0.61%         |
| 一氧化锰   | 0.15%         |
| 二氧化钛   | 0.31%         |

### 月表材质

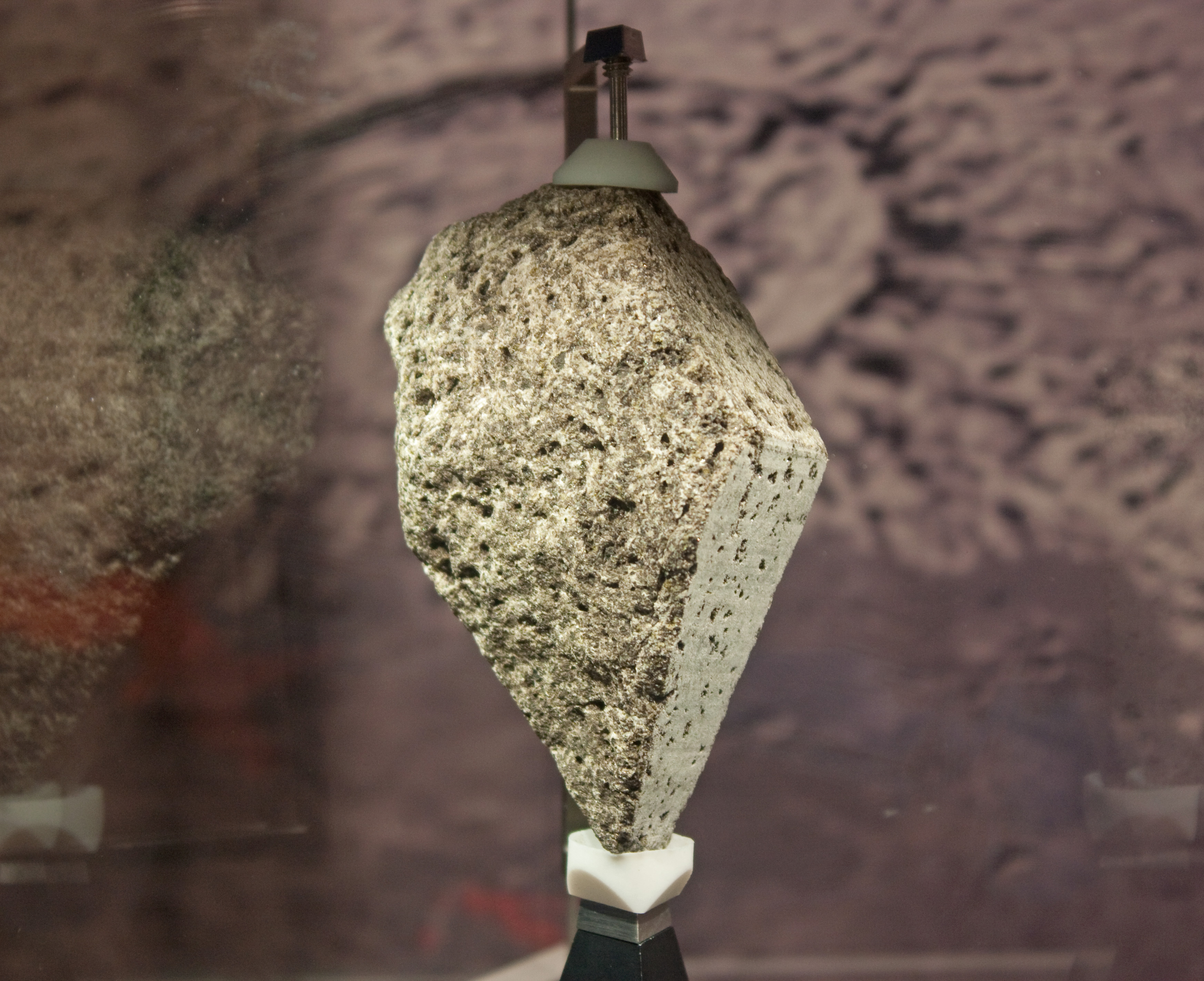
阿波罗15号采集的橄榄石玄武岩

阿波罗计划带回了380.05千克（837.87磅）的月岩，其中大部分保存在德克萨斯休斯敦月球物质回收实验所，苏联无人驾驶月球计划取回了326克（11.5盎司）的月球物质。这些岩石对月球地质演化的破译是非常宝贵的。大部分月岩与在地球上发现的一样，由常见矿岩构成，如橄榄石、辉石和斜长石（斜长岩）。斜长石主要在月壳中找到，而辉石和橄榄石通常在月幔中看到。一些月海玄武岩中的钛铁矿含量极为丰富，并首次发现了一种被命名为阿姆阿尔柯尔矿石（三名阿波罗11号成员：阿姆斯特朗、奥尔德林和柯林斯的名字组合）的新月球矿岩。
月海区的月岩主要是由玄武岩构成，而高原区贫铁，主要由富钙的斜长岩长石构成。月壳另一重要组成部分是镁系火成岩，如橄长岩、苏长岩和克里普玄武石。这些岩石的形成相信与克里普矿物岩石成因有关。 
月球表面的复合岩往往以角砾岩的形态出现，它们以及子类被称为碎屑、颗粒和撞击熔融角砾岩，这取决于它们是如何形成的。铁镁质撞击熔融角砾岩，带有典型的低钾弗拉·毛罗玄武岩成分，其铁、镁含量及克里普矿丰度比上层的斜长岩更高。

### 月海成分
与月球高地的岩石相比，月海玄武质岩石的主要特征是：所包含的橄榄石和辉石更多，而斜长石更少。较陆地玄武岩含铁量更丰富，且粘度更低。其中一些具有高含量的钛铁氧化物（钛铁矿）。由于阿波罗11号取回的首块月海岩石富含氧化铁钛及其它矿物，因此被称为“富钛玄武岩”，但随后阿波罗12号取回的月海岩石含钛量较低，被命名为“贫钛玄武岩”。后来的阿波罗探月任务及苏联的月球号无人取样返回式探月航天器带回地球的月岩的含钛量更低，因而命名为“甚贫钛玄武岩”。1994年美国的克莱门汀号探月航天器遥感探明月海玄武岩的钛含量呈连续分布，而富态的地区最少。

## 月球内部构造
当前月球内部模型的研究是基于阿波罗探月时安放在月面上的地震仪获取的数据以及月球重力场和旋转的数据。 
月球的质量足够大，所以排除了内部存在空洞。月球较低的密度(3.34克/厘米3)表明金属含量低。月球质量与角动量表明月球铁核的半径小于450公里。对月球物理天平动（公转的小的扰动）进一步表明月核仍然是熔融的。大多数行星与卫星的铁核尺寸为天体直径的一半，月球铁质内核仅占本身直径的四分之一显然明显异常。
月壳平均厚度是50±15公里，一般认为月球背面月壳比正面的月壳平均厚15公里。地震仪测得阿波罗12号、阿波罗14号降落地点的地壳。但是当时对这些数据的分析表明该地月壳厚度约60公里。近来的重新分析认为当地月壳应该更薄，厚度在30-45公里。
相比于地球，月球的外部磁场非常弱。月球磁场看起来也不是偶极的，因为天体的偶极磁场是内核的发电机原理产生的。目前月球的磁场磁性几乎完全来自月壳。一个假说是月壳的磁性是在月球早期月核发电机仍然运行时获得的。但过小的月核尺寸是这一假说难以克服的障碍。也可能对于月球这样无大气的天体来说，撞击过程也会产生瞬间的磁场。人们已经注意到这一支持证据：最强的月壳磁化点恰位于最大撞击盆地的相对极附近，一些取样带回地球的月岩就具有很强的磁性。此外，轨道器测量显示，月表某些部分具有较强的磁场（质量瘤）。

## 图集

月球照片
月球正面
月球背面
月球北极
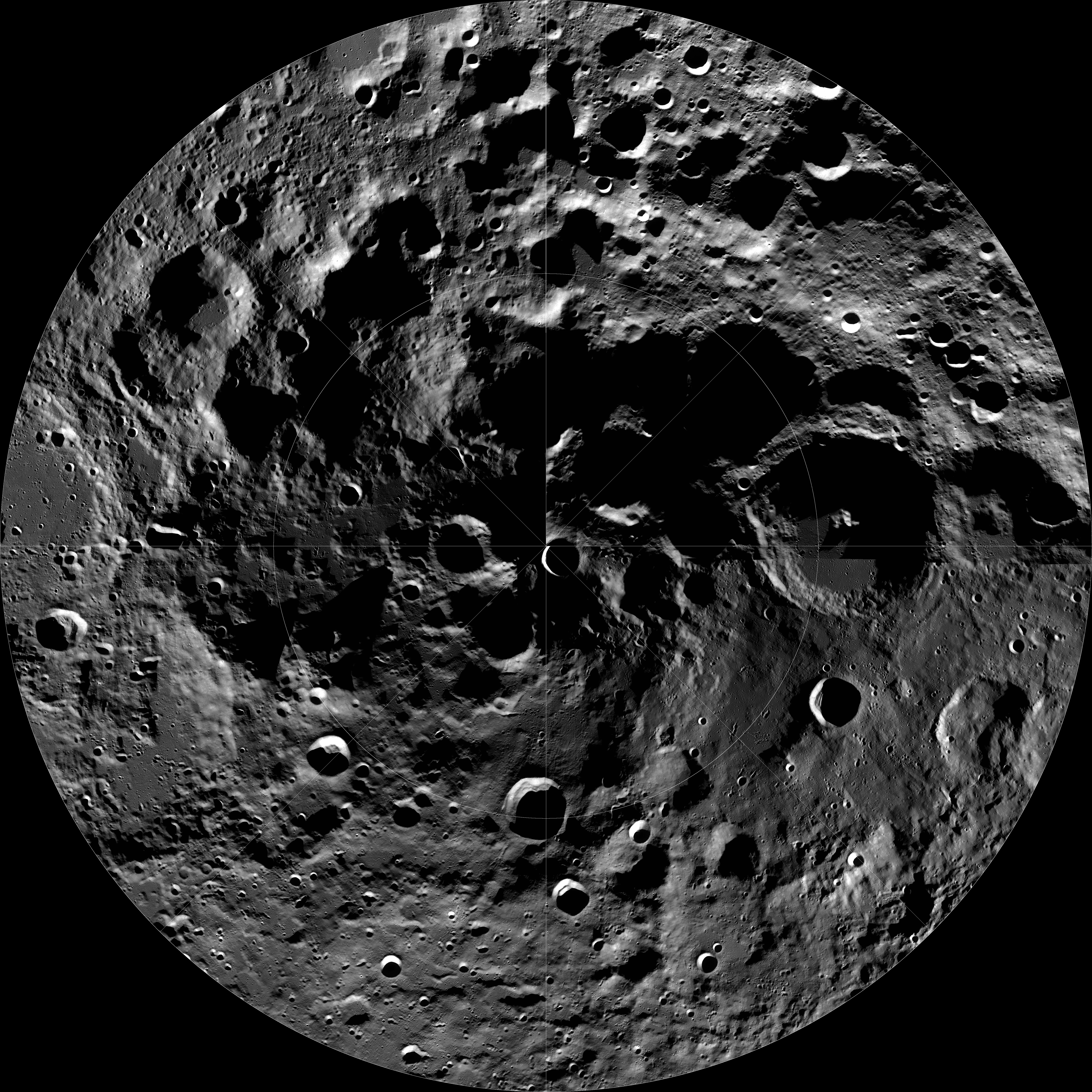
月球南极

## 参阅
- 月球瞬变现象
- 月球陨石坑
- 月面学
- 月球地质年代
- 撞击盆地
- 月球土壤